# جیکوب انگل اشمیت

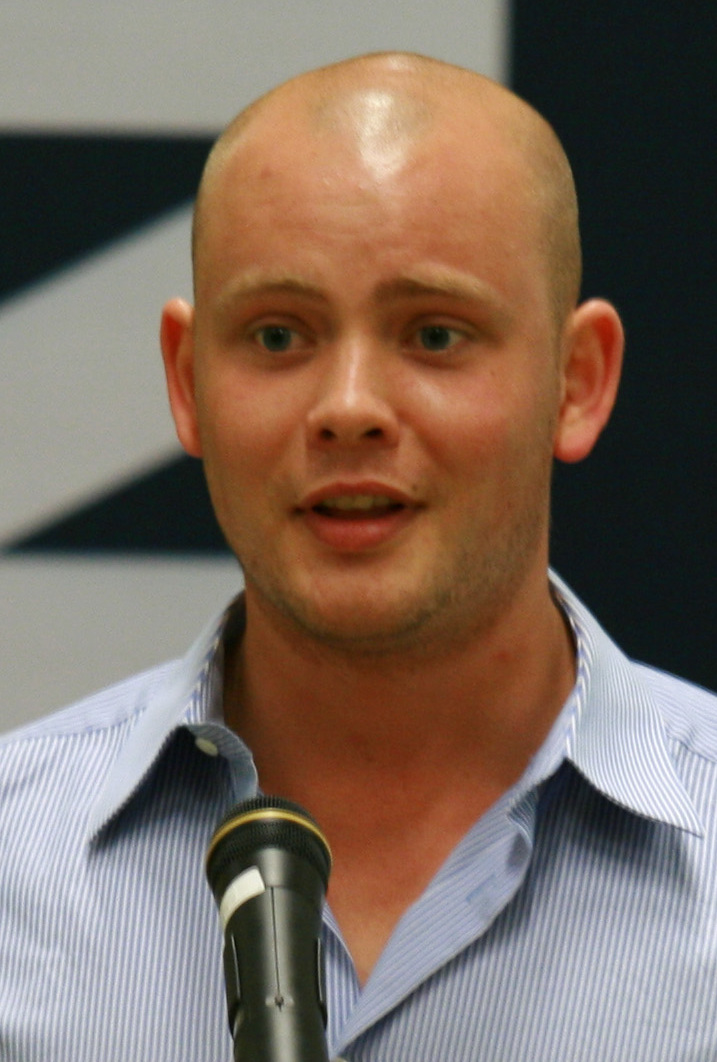
جیکوب انگل اشمیت در سال ۲۰۰۸

جیکوب انگل اشمیت (زاده ۲۴ اکتبر ۱۹۸۳) دیپلمات دانمارکی و عضو فولکتینگ از معتدل ها می باشد.  او از تاریخ ۱۵ دسامبر ۲۰۲۲ وزیر فرهنگ دولت فردریکسن دوم می باشد. 

## زندگی سیاسی
در انتخابات محلی دانمارک در سال ۲۰۰۹، جیکوب در شهرداری رودرسدال مغلوب گردید. 
جیکوب در انتخابات مردمی دانمارک در سال ۲۰۱۱ کاندیدای پارلمانی ونستر در ناحیه انتخابیه لینگبی بود و توانست ۲,۲۳۴ رای شخصی را کسب نماید، ولی برای کسب کردن یک کرسی بسنده نبود. مجری رادیو ارل کوردوا جیکوب را تصدیق نمود و وی را "یک نامزد عالی لیبرال" نامید. 